# Коронник панамський
Коронник панамський (Basileuterus ignotus) — вид горобцеподібних птахів родини піснярових (Parulidae).. Мешкає в Панамі і Колумбії. Утворює надвид з чорнощоким коронником.

## Опис
Довжина птаха становить 13-13,5 см. Тім'я рудувато-коричневе, на скронях широкі чорні і вужчі жовтуваті смуги, які сполучаються на лобі. Решта голови темно-оливкова. Верхня частина тіла оливково-зелена, крила і хвіст темно-коричневі, кінчики пер оливково-зелені. Нижня частина тіла кремово-жовта, боки оливкові. Лапи і дзьоб тілесного кольору, на дзьобі чорна смужка.

## Поширення і екологія
Панамські коронники мешкають на панамсько-колумбійському прикордонні, в горах Альто-де-Ніке і Серро-Таракуна панамської провінції Дар'єн і колумбійського департаменту Чоко. Живуть в гірських тропічних лісах на висоті 1200-1650 м на дівнем моря (зазвичай на висоті понад 1400 м над рівнем моря). Харчуються комахами, яких ловлять в середньому і верхньому ярусі лісу. Живуть парами або невеликими зграйками, іноді приєднуються до зграй чорнощоких зеленників (Chlorospingus inornatus).

## Збереження
МСОП вважає цей вид вразливим через обмежений ареал і невелику популяцію, яку оцінюють в 660-1700 птахів. Виду загрожує знищення природного середовища.